# Markdals naturreservat
Markdals naturreservat är ett naturreservat i Norrtälje kommun i Stockholms län.
Området är naturskyddat sedan 2014 och är 34 hektar stort.  Reservatet består av gammal gran och tall med inslag av asp och andra lövträd.